# Kuzaran
Kuzaran (în persană كوزران, romanizat și ca Kūzarān; cunoscut și sub numele de Kūzarān-e Sanjābī) este un oraș și capitala districtului Kuzaran, în județul Kermanshah, provincia Kermanshah, Iran. La recensământul din 2006, populația sa era de 3.759 de locuitori, în 810 familii. 
Kuzaran este situat la vest de orașul Kermanshah și la est de Sarpol Zahab.